# Gerzat
Gerzat ist eine französische Gemeinde mit 10.268 Einwohnern (Stand: 1. Januar 2022) im Département Puy-de-Dôme in der Region Auvergne-Rhône-Alpes. Sie gehört zum Arrondissement Clermont-Ferrand und ist Hauptort des gleichnamigen Kantons.

## Geographie
Bei Gerzat handelt es sich um eine banlieue im Norden Clermont-Ferrands inmitten der Ebene der Limagne am Fluss Bedat und an den Füßen der Chaîne des Puys.
Umgeben wird Gerzat von den Nachbargemeinden Ménétrol im Norden, Saint-Beauzire im Nordosten, Malintrat im Südosten, Clermont-Ferrand im Süden, Cébazat im Westen.

## Bevölkerungsentwicklung
| Jahr                       | 1962  | 1968  | 1975  | 1982  | 1990  | 1999  | 2006  | 2013   | 2020   |
| Einwohner                  | 3.738 | 5.659 | 7.666 | 8.826 | 9.229 | 9.071 | 9.900 | 10.404 | 10.395 |
| Quellen: Cassini und INSEE |       |       |       |       |       |       |       |        |        |

## Kultur und Sehenswürdigkeiten

### Veranstaltungen
Hier findet regelmäßig das Festival International de Chant Choral de Gerzat statt.

### Sehenswürdigkeiten

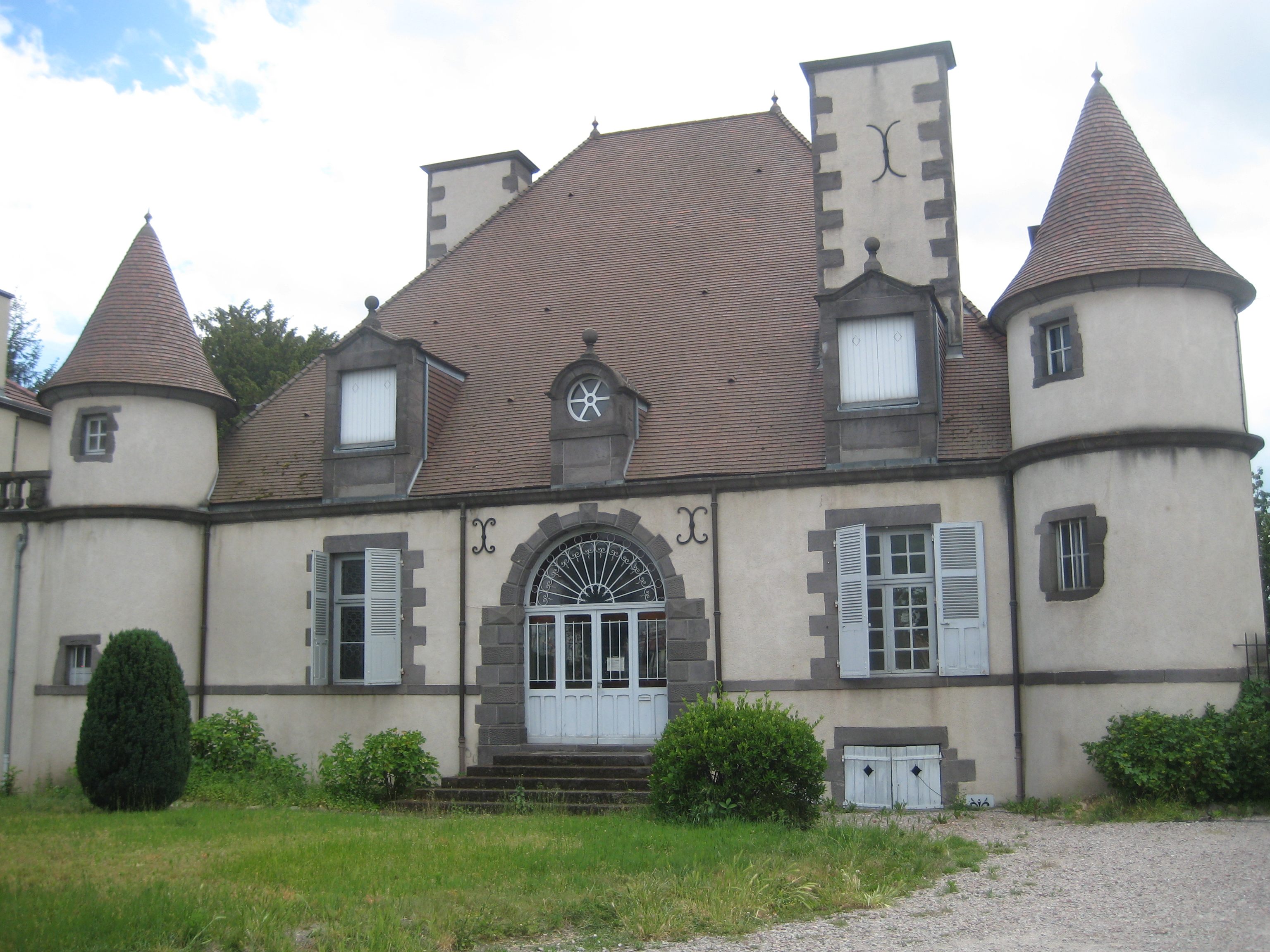
Château de Sampigny

- Croix du Vignal aus dem 16. Jahrhundert, Monument historique seit 1908
- Château de Sampigny, seit 1976 Monument historique
- Uhrenturm aus dem Jahre 1613, seit 1963 Monument historique
- Skulpturen
- Kirche Saint-Jean du Patural, errichtet im 13. Jahrhundert

## Gemeindepartnerschaft
Mit der portugiesischen Gemeinde Taíde, Distrikt Braga, besteht eine Partnerschaft.

## Persönlichkeiten
- Alfred Faure (1883–1935), Radrennfahrer